# Aníbal Palma
Aníbal Francisco Palma Fourcade (Santiago, 31 de octubre de 1935-Santiago, 16 de febrero de 2023) fue un abogado y político chileno, miembro del Partido Socialista (PS). Se desempeñó como subsecretario y ministro de Estado de su país, durante el gobierno del presidente Salvador Allende (1970-1973).

## Vida personal
Nació en Santiago, hijo de padre chileno, de quien quedó huérfano a los 4 años de edad, y madre argentina. Cursó sus estudios secundarios en el Internado Nacional Barros Arana de la capital chilena.
Estudió en la Facultad de Derecho de la Universidad de Chile, de donde se tituló de abogado con distinción en 1959. Allí fue compañero de políticos como Ricardo Lagos y Jorge Arrate.
Fue apodado como «el Pibe» dado que ocupó importantes cargos ministeriales a temprana edad. Se casó en tres oportunidades (primero con María Gloria Ponce Pensa, Raquel Alejandra Infante Rasso y luego con Fanny Ávalos) y tuvo dos hijos.

## Carrera política

### Inicios
Ingresó al Partido Radical en 1952, llegando a ser elegido Secretario General de la Federación de Estudiantes de la Universidad de Chile en 1957 tras ser derrotado por el demócratacristiano Patricio Rojas.
En vísperas de la elección presidencial de 1964, formó el Movimiento de Recuperación Doctrinaria del Partido Radical para apoyar la candidatura de Salvador Allende.
En 1971, fue elegido miembro del Comité Ejecutivo Nacional del Partido Radical.

### Unidad Popular
Apoyó activamente la candidatura de Salvador Allende a las elecciones presidenciales de 1970. Una vez en el poder, Allende lo nombró subsecretario de Relaciones Exteriores. En este puesto le correspondió representar a Chile en la Conferencia de la Organización de Estados Americanos celebrada en 1972 en Washington D. C.
A su retorno al país, fue designado Ministro de Educación Pública, donde llevó a cabo el fallido proyecto de la Escuela Nacional Unificada, concitando gran rechazo por parte de la Iglesia Católica y los partidos de oposición a la UP. Luego de dejar esta cartera, fue candidato a senador por la Provincia de Santiago en 1973, sin resultar electo.
Posteriormente, durante los últimos meses del gobierno de la UP fue Secretario General de Gobierno y Ministro de Vivienda y Urbanismo.

### Dictadura militar
Tras el golpe de Estado de 1973, fue detenido como prisionero político en el Campo de Concentración de Isla Dawson, Tres Álamos y otras prisiones. Paralelamente, fue acusado de malversación de caudales públicos durante su participación en el derrocado gobierno de Allende.
En 1976, logró salir al exilio en la República Federal de Alemania, donde tuvo contacto con los líderes de la Internacional Socialista. Allí fue académico e investigador de la Universidad de Bremen. Regresó a Chile en 1985, con apoyo del Partido Socialdemócrata germano, para incorporarse a la resistencia a la dictadura militar.
Integró junto a Luis Fernando Luengo el ala izquierdista del Partido Radical, la cual se separó del tronco principal dirigido por Enrique Silva Cimma para formar el Partido Radical Socialista Democrático en 1987, llegando a presidir esta colectividad y la Izquierda Unida en 1988.
Volvió a ser candidato al Senado, esta vez por la Región de Tarapacá, como independiente dentro de la Concertación de Partidos por la Democracia. Nuevamente, no logró alcanzar un escaño. En el contexto de su campaña, publicó un libro titulado Un solo norte, colección de ensayos, discursos y entrevistas suyas.

### Retorno a la democracia y retiro de la política
En 1990 se incorporó a las filas del Partido Socialista. Fue embajador en Costa Rica (1995-1997) y en Colombia (1997-2000) durante la presidencia de Eduardo Frei Ruiz Tagle. 
Hasta 2023 se encontraba retirado de la política y se dedicó a ejercer la abogacía en materias civiles, comerciales, laborales y de familia. En abril de 2017, fue designado director y vicepresidente del Directorio de la empresa estatal Ferrocarril Arica-La Paz S.A., filial del Grupo EFE.
Falleció el día 16 de febrero de 2023. El vigente ministro de Educación, Marco Antonio Ávila, reconoció su labor dentro de la cartera ministerial y su papel dentro de la resistencia a la dictadura militar.

## Historial electoral

### Elecciones parlamentarias de 1973
- Elecciones parlamentarias de 1973 para senador por Cuarta Agrupación Provincial, Santiago

| Candidato                                 | Partido                    | Votos     | %     | Resultado |
| ----------------------------------------- | -------------------------- | --------- | ----- | --------- |
| A. Confederación de la Democracia         |                            |           |       |           |
| Eduardo Frei Montalva                     | PDC                        | 398 238   | 28,18 | Senador   |
| José Musalem Saffie                       | PDC                        | 109 314   | 7,73  | Senador   |
| Alberto Baltra Cortés                     | PIR                        | 26 790    | 1,89  |           |
| Alberto Labbé Troncoso                    | PN                         | 87 165    | 6,17  |           |
| Sergio Onofre Jarpa Reyes                 | PN                         | 195 472   | 13,83 | Senador   |
| Votos de Lista                            | CODE                       | 9661      | 0,68  |           |
| B. Unidad Popular                         |                            |           |       |           |
| Carlos Altamirano Orrego                  | PS                         | 234 232   | 16,57 | Senador   |
| Aníbal Palma Fourcade                     | PR                         | 76 037    | 5,38  |           |
| Carmen Gloria Aguayo Irribarra            | MAPU                       | 21 320    | 1,51  |           |
| Volodia Teitelboim Volosky                | PCCh                       | 243 891   | 17,26 | Senador   |
| Votos de Lista                            | UP                         | 11 081    | 0,78  |           |
| Votos válidamente emitidos                | Votos válidamente emitidos | 1 413 201 | 98,60 |           |
| Votos nulos                               | Votos nulos                | 15 300    | 1,07  |           |
| Votos en blanco                           | Votos en blanco            | 4721      | 0,33  |           |
| Total de votos emitidos                   | Total de votos emitidos    | 1 433 222 | 100   |           |
| Fuente: Dirección del Registro Electoral. |                            |           |       |           |

### Elecciones parlamentarias de 1989
- Elecciones parlamentarias de 1989 para senador por la Circunscripción 1, Tarapacá[15]

| Candidato                  | Pacto                           | Partido | Votos  | %     | Resultado |
| -------------------------- | ------------------------------- | ------- | ------ | ----- | --------- |
| Humberto Palza Corvacho    | Concertación por la Democracia  | PDC     | 45 258 | 27,99 | Senador   |
| Julio Lagos Cosgrove       | Democracia y Progreso           | ILB     | 42 079 | 26,02 | Senador   |
| Aníbal Palma Fourcade      | Concertación por la Democracia  | ILA     | 30 965 | 19,15 |           |
| Jorge Soria Quiroga        | Independientes (Fuera de pacto) | IND     | 27 064 | 16,74 |           |
| Gabriel Abusleme Alfaro    | Democracia y Progreso           | RN      | 7471   | 4,62  |           |
| Raquel Pino Parraguez      | Liberal-Socialista Chileno      | ILE     | 4089   | 2,53  |           |
| Fernando Dougnac Rodríguez | Independientes (Fuera de pacto) | IND     | 2644   | 1,63  |           |
| Yulia Barraquett           | Liberal-Socialista Chileno      | ILE     | 2143   | 1,33  |           |